# 气象水文局

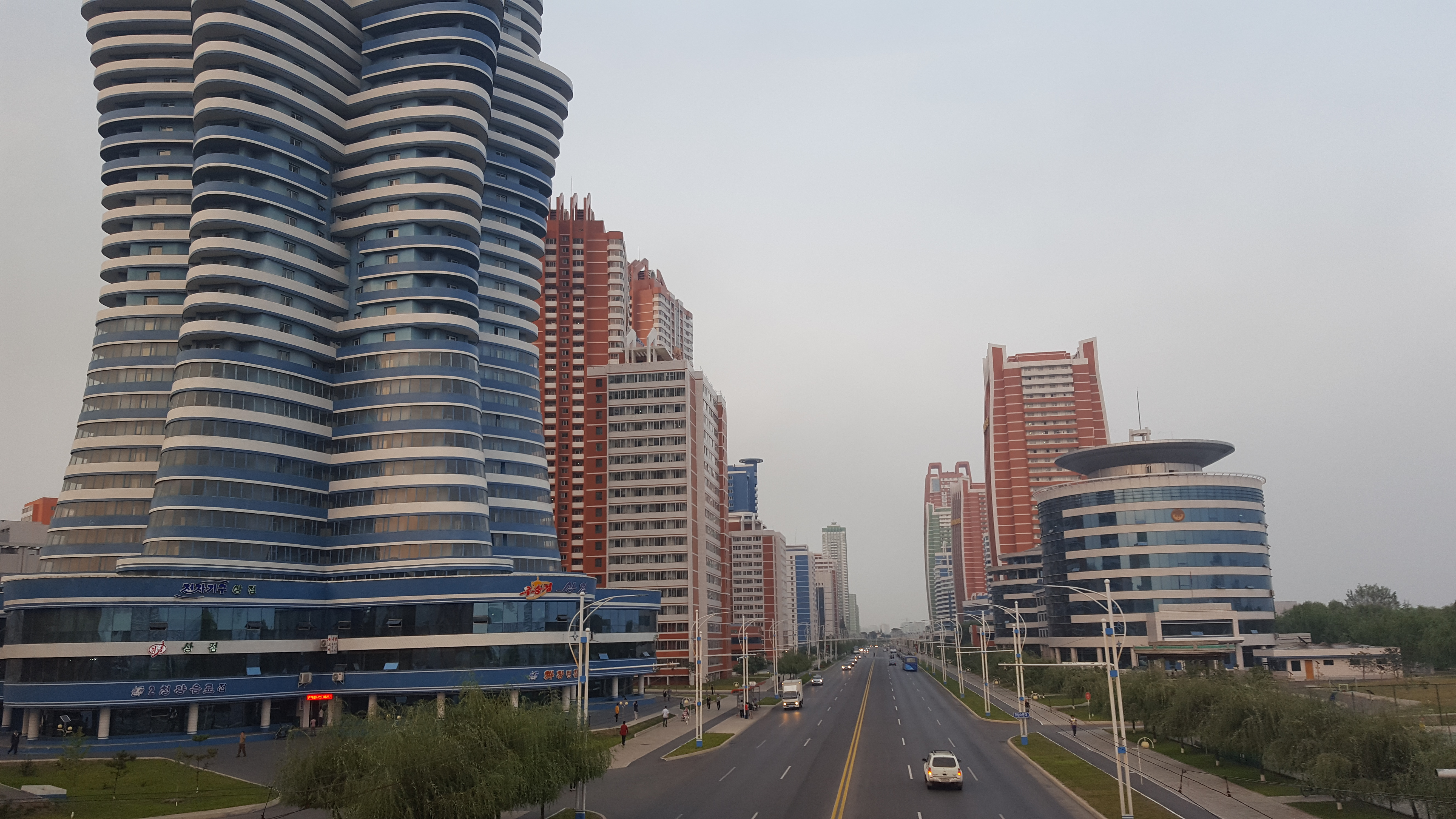
未来科学家大街，右侧第一栋即气象水文局本部。

气象水文局是朝鮮專門負責氣象的部門，其總部位於首都平壤的中區域未来科学家大街。

## 歷史
1946年7月10日，北朝鮮中央气象台成立，隶属人民委员会农林部。1952年改由内阁直属，1963年改为现名。
气象水文局于1975年5月加入聯合國屬下世界氣象組織成为會員。